# 마리오 폰조
마리오 폰조(Mario Ponzo 1882년 6월 23일 – 1960년 1월 9일)는 이탈리아의 심리학자였다. 그는 또한 로마 대학의 심리학 명예 교수이자 이탈리아 심리학 협회의 명예 회장이었다. 그는 이탈리아 밀라노에서 피에몬테어를 사용하는 가정에서 태어났다. 그는 토리노 대학교의 페데리코 키에소프(Federico Kiesow) 밑에서 의학을 공부했고 1906년 학위를 받았다. 그는 페데리코 키에소프(Federico Kiesow) 밑에서 25년 동안 일한 후 로마 대학의 의대에 합류하라는 요청을 받았다. 그곳에서 그는 심리학의 학과장이되었고 1952년 은퇴할 때까지 그 자리에 머물렀고 1958년에는 명예 교수로 임명되었다.

## 연구
폰조(Ponzo)는 심리학 초록(PA,Psychological Abstracts) 및 심리학 보고서(PR,Psychological Reports)를 포함하여 여러 이탈리아 및 외국 심리학 저널에 기고했다. 1911년 그는 저널 '이탈리아 생물학 아카이브'(Archives Italiennes de Biologie)에 폰조 착시(Ponzo illusion)로 잘 알려진 착시 현상을 발표했다. 같은 해에 그는 '토리노 왕립 과학 아카데미 회보'(Atti della Regia Accademia delle Scienze di Torino)에 이탈리아어의 첫 번째 기사로 심리학(psychology)과 영화(cinema)에 관한 묘사된 글을 썼다. 1931년 그는 산테 드 산크티스(Sante De Sanctis)의 뒤를 이어 로마 대학의 심리학 학장이 되었다. 사망 당시 그는 280회의 출판 이력을 보였다. 폰조(Ponzo)는 또한 미국 심리학 협회의 외국 동료로 활동했으며 헝가리 및 독일 심리학 협회와 응용 심리학 국제 협회의 회원으로도 활동했다.
폰조(Ponzo)는 감각 및 지각 과정, 상상력과 대표 과정,성격, 정신 운동 과정 및 응용 심리학을 포함하여 더 큰 심리학 영역 내의 다양한 분야에 관심이 있었다.

## 같이 보기
- 에왈드 헤링
- 윌리엄 오비슨